# Abd al-Aziz ibn Saud

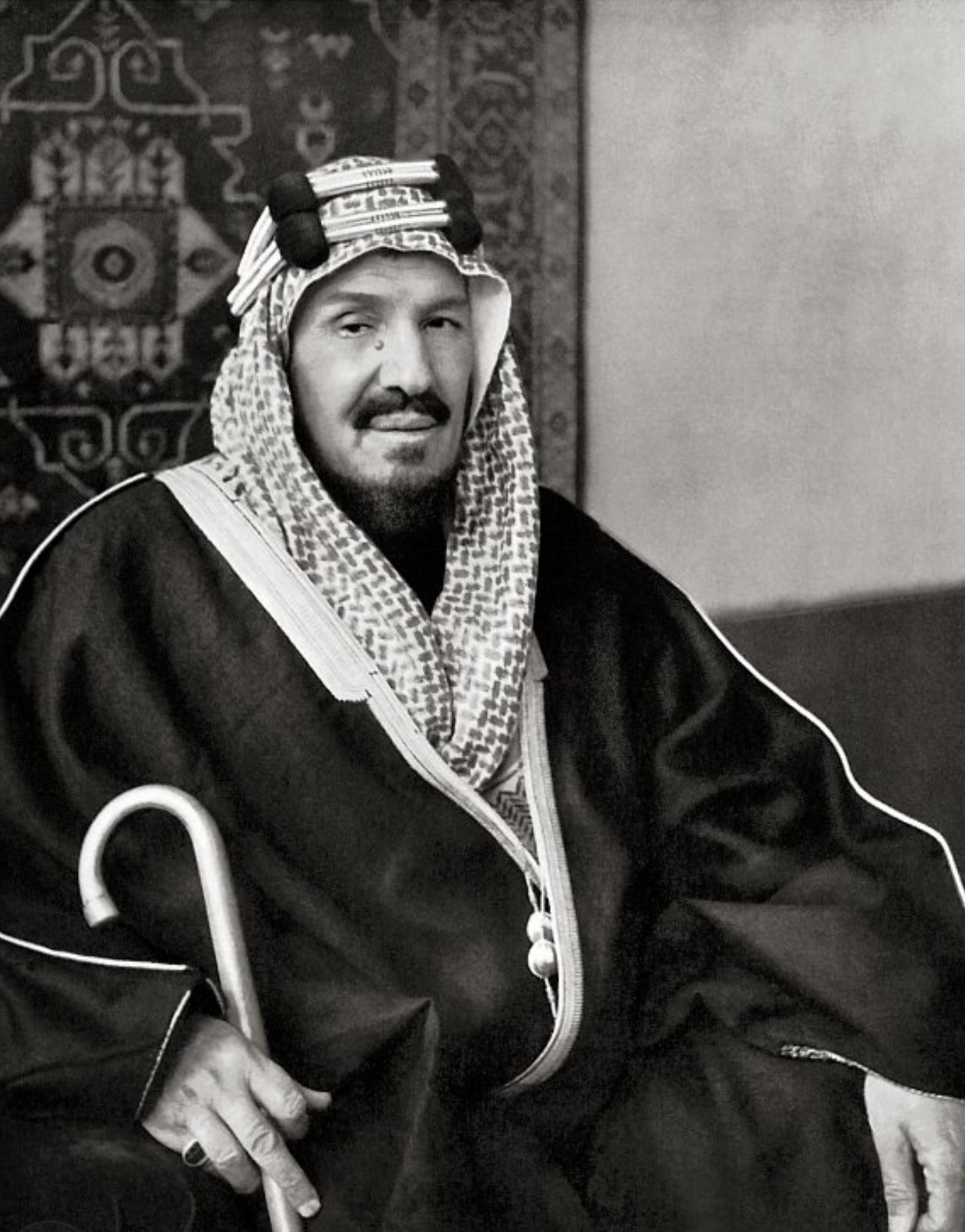
Abd al-Aziz ibn Saud (Photographie aus den 1940er Jahren)

Abdulaziz bin Abdul Rahman bin Faisal Al Saud, auch bekannt als Ibn Saud (vermutlich * 15. Januar 1875 in Riad; † 9. November 1953 in Ta'if; arabisch عبد العزيز بن عبد الرحمن بن فيصل آل سعود, DMG ʿAbd al-ʿAzīz b. ʿAbd ar-Raḥmān b. Faiṣal Āl Saʿūd) entstammte der Saudi-Dynastie und war der erste König des modernen Saudi-Arabiens.
Ibn Saud unterwarf und vereinigte die verschiedenen Stämme der Arabischen Halbinsel und gründete 1932 das heutige Königreich Saudi-Arabien, das er bis zu seinem Tod 1953 regierte.

## Herkunft und Jugend
Abdulaziz bin Abdul Rahman war ein Abkömmling der seit etwa 1735 existierenden Saudi-Dynastie und wurde vermutlich am 15. Januar 1875 in Riad geboren. Er war der zweitälteste Sohn von Abdul Rahman bin Faisal, dem herrschenden Emir und Imam der Wahhabiten des Emirats Nadschd, und dessen Ehefrau Sara bint Ahmed Al Sudairi († 1910), die aus dem Sudairi-Clan stammt. Ibn Saud wuchs in Riad auf und wurde auf die Übernahme der Staatsgeschäfte vorbereitet. Nach dem Sturz seines Vaters durch die Raschiden musste die Herrscherfamilie 1891 ins Exil nach Kuwait fliehen.
Im Exil lebte die Familie in einfachen Verhältnissen und Ibn Saud unternahm Raubzüge in die Region Nadschd. Gleichzeitig besuchte er die Madschlis und erhielt von Mubārak as-Sabāh, dem Emir von Kuwait, Unterricht in der Kunst der Staatsführung.

## Einigung Saudi-Arabiens (1902 bis 1932)
Der Aufstieg zum König begann am 15. Januar 1902, als er mit 40 Kamelreitern der Ichwān von Kuwait nach Riad zurückkehrte und die Stadt im Handstreich von den Raschiden zurückeroberte. Abdullah bin Jiluwi bin Turki Al Saud, ein Cousin seines Vaters, tötete dabei den Gouverneur Ajlan. Ibn Saud erkannte seinen Vater weiter als Imam der Wahhabiten an, wofür ihm dieser in der Folgezeit freie Hand ließ. Nach der Einnahme sammelten sich die Anhänger der Saudi-Dynastie um Ibn Saud, der ein charismatischer Anführer war und seine Gefolgsleute mit Waffen versorgte. Bei der weiteren Unterwerfung des Nadschd konnte Ibn Saud auf die Unterstützung der Ichwān bauen. In den neueroberten Gebieten wurden die Beduinen aufgefordert, ihr Vieh zu verkaufen und sich in festen Siedlungen niederzulassen, wo sie von Predigern der Wahhabiten unterwiesen und die Einhaltung der religiösen Pflichten streng überwacht wurden. Zweck dieser Zwangsansiedlung war auch, leichter rekrutierbare Truppen für die Kämpfe gegen andere Stämme zur Verfügung zu haben. Durch diesen Machtzuwachs kam es ab 1904 vermehrt zu Konflikten mit dem Osmanischen Reich, der vorherrschenden Macht im Nahen Osten, das damals formal die Oberherrschaft über die Arabische Halbinsel ausübte. Nach einer schweren militärischen Niederlage gegen die Osmanen und deren Verbündete, die Rashidi, änderte Ibn Saud seine Taktik und ging zum erfolgreichen Partisanenkrieg über. Seine Truppen operierten aus dem Schutz der Wüste heraus, und durch das Abschneiden der Nachschubwege mussten sich die Osmanen wieder zurückziehen. Da sich das Osmanische Reich im Niedergang befand, gewann Ibn Saud die Oberhand zurück und gliederte 1913 die Provinz al-Hasa seinem Herrschaftsbereich an.

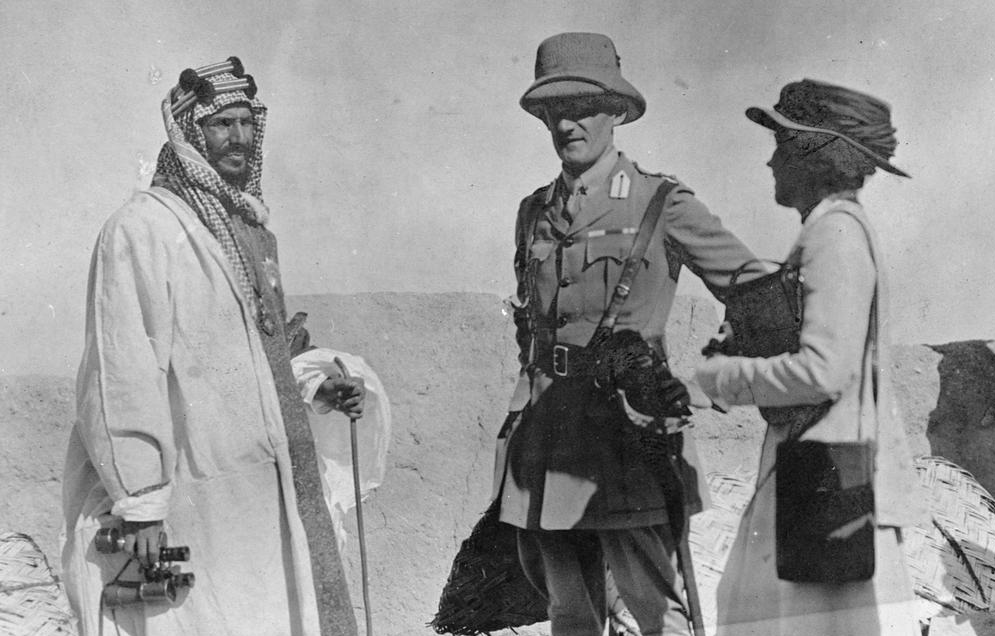
Während der Arabischen Revolte: Ibn Saud bei einem Treffen mit dem Oberbefehlshaber der Briten in Basra, Sir Percy Cox, und Gertrude Bell, 1916

Nach Ausbruch des Ersten Weltkriegs trat das Osmanische Reich auf Seiten der Mittelmächte in die Kampfhandlungen ein und befand sich mit der Triple Entente (Frankreich, Großbritannien, Russland) im Kriegszustand. Folglich suchten vor allem die Briten Verbündete im Kampf gegen die Osmanen; so kam es im Dezember 1915 zu einem inoffiziellen Bündnis Ibn Sauds mit Großbritannien (Vertrag von Darin). Fortan kämpften die Araber auf Seiten der Entente gegen die Osmanen. Das Haus Saud stellte sich unter britischen Schutz, wurde mit Kriegsmaterial versorgt, und man definierte vorab die Grenzen eines möglichen unabhängigen Saudi-Reiches nach Kriegsende. Nach Kriegsende und dem Zusammenbruch des Osmanischen Reiches jedoch, im Vertrag von Ogair (1922), beanspruchten die Briten den Irak, Kuwait und die Südküste von Aden (heute Jemen), Frankreich Syrien und den Libanon.
1921 erklärte er sich zum Sultan von Nadschd. Gleichzeitig nahmen Ibn Saud und die Ichwān die Kampfhandlungen gegen feindliche Stämme wieder auf, vor allem gegen den bei den Briten in Ungnade gefallenen Haschimiten-König Hussein ibn Ali, König im Hedschas (unabhängiges Königreich an der Westküste der Halbinsel). Ein entscheidender Schlag gegen seinen größten Konkurrenten gelang im September 1924, als die Haschimiten besiegt wurden. Dadurch fiel Ibn Saud das vergleichsweise fruchtbare Gebiet des Hedschas mit den heiligen Städten Mekka und Medina zu. Damit waren 700 Jahre haschimitischer Herrschaft beendet; am 10. Januar 1926 proklamierte sich Ibn Saud in der Großen Moschee von Mekka zum König von Hedschas und des Nadschd. Anschließend unterstellte sich Asir im Süden der Halbinsel seiner Herrschaft. Diese Einigungen ließ sich Ibn Saud im Abkommen von Dschidda (20. Mai 1927) von den Briten bestätigen, die damit die Unabhängigkeit des Königreichs anerkannten.
Die strenggläubigen Ichwān waren damit nicht einverstanden. Sie wollten das Reich weiter nach Norden ausbreiten, sich gegen die Briten wenden und die Trucial States dem Reich angliedern. Doch Ibn Saud stellte sich gegen die Ichwān und erklärte, ein Krieg gegen die Briten sei militärisch aussichtslos. 1929 schlug Ibn Saud die Revolte der Ichwān, ausgerüstet mit britischen Maschinengewehren und Panzerwagen, erfolgreich nieder. Trotz dieses Schlages gegen die Wahhabiten errichtete Ibn Saud seinen Staat als wahhabitischen Gottesstaat mit islamischer Rechtsordnung. Er war nun der unangefochtene Herrscher eines Großteils der Arabischen Halbinsel.

## König (1932 bis 1953)
Am 23. September 1932 rief Ibn Saud den neuen Einheitsstaat Saudi-Arabien aus und erklärte sich zum König. Als Staatsform wählte man die absolute Monarchie, ohne Verfassung und Parlament. Der König ist Staatsoberhaupt und Regierungschef in Personalunion; nahezu alle wichtigen Positionen im Staat werden mit Prinzen aus dem Hause Saud besetzt. Grundsatz der Rechtsordnung wurde die Scharia. Da sich mit Mekka und Medina die beiden heiligsten Stätten des Islam in Saudi-Arabien befinden, genießt das Land bei anderen islamischen Staaten einen Sonderstatus. Viele Nomadenstämme wurden in der Folge gezwungen, sich niederzulassen, Stammesfehden und Blutrache verboten. Ibn Saud bekämpfte Verbrechen in seinem Reich mit dem Ziel, die Pilger der heiligen Stätten zu schützen.

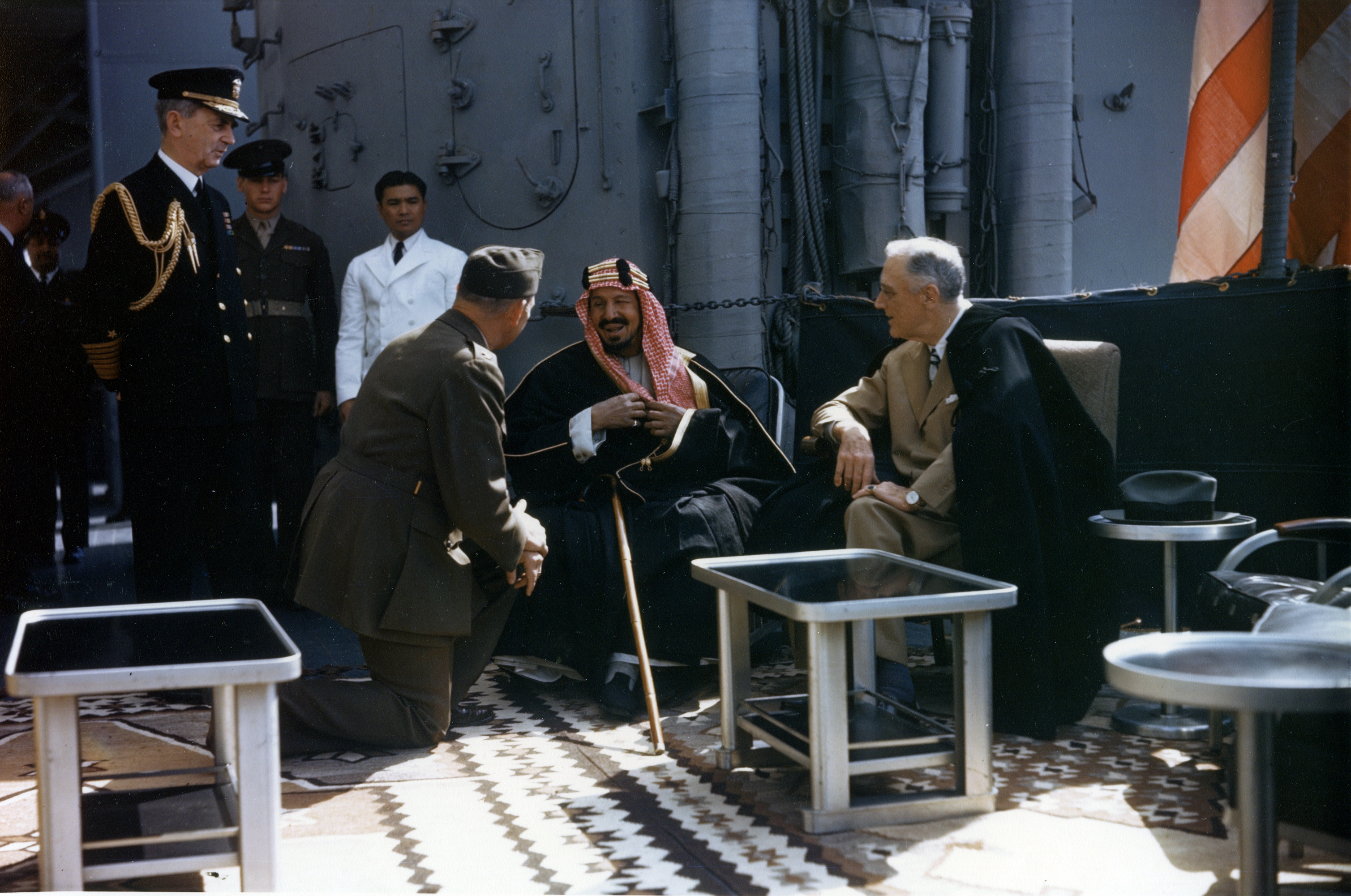
William Daniel Leahy, Ibn Saud und US-Präsident Franklin D. Roosevelt an Bord der Quincy am 14. Februar 1945, als Präsident und König die sogenannte Quincy-Vereinbarung oder Quincy-Allianz schlossen. Dieser Vertrag garantierte zum einen die Versorgung der USA mit Erdöl durch die Familie Al Saud, zum anderen sicherte Roosevelt den Al Saud die militärische Unterstützung und somit den Machterhalt der königlichen Familie zu.

Mit dem Beginn der Erdölförderung 1938 stieg Ibn Saud zu einem der reichsten Herrscher der islamischen Welt auf. Durch die reichen Erdölvorkommen erlangte das Königreich Wohlstand und eine enorme Bedeutung für die Wirtschaft der westlichen Industrienationen (von sieben Millionen US-Dollar Staatseinnahmen 1939 auf über 200 Millionen US-Dollar 1953). Durch die Vermittlung des Engländers St. John Philby und des Libanesen Amin al-Rihani gewährte Ibn Saud US-Gesellschaften die Förderung des Rohstoffs, die erste war Aramco, was der Beginn einer engen Abhängigkeit der beiden Staaten war. Seither ist das gute Verhältnis zu den Vereinigten Staaten ein zentrales Element der saudischen Außenpolitik. Am 14. Februar 1945 kam es zu einem historischen Treffen zwischen Ibn Saud und US-Präsident Franklin D. Roosevelt an Bord der Quincy. Dort unterzeichneten sie einen Vertrag über eine amerikanische Militärbasis im Persischen Golf, zur Palästina-Frage und ein Militärbündnis. Während des Zweiten Weltkrieges hatte sich Saudi-Arabien zwar neutral erklärt, jedoch die Alliierten aktiv unterstützt.
Seit der Gründung des Staates Israel 1948 befindet sich Saudi-Arabien offiziell im Kriegszustand. Israel wird bis heute nicht anerkannt, politische Kontakte beider Staaten gab und gibt es nicht. So weigerte sich der König bei einem Treffen mit US-Diplomaten, Bürger jüdischen Glaubens zu empfangen. Zwar hielt sich Ibn Saud aus militärischen Handlungen gegen Israel heraus, jedoch unterstützte er Palästinenser-Organisationen durch massive finanzielle Hilfe.
Am 9. November 1953 starb Ibn Saud im Alter von 78 Jahren. Er hatte bereits 1933 seinen ältesten lebenden Sohn Saud ibn Abd al-Aziz zum Thronfolger bestimmt.
Nach ihm sind der internationale Flughafen und die König-Abdulaziz-Universität in Dschidda sowie das König-Abdul-Aziz-Stadion in Mekka benannt.

## Familie

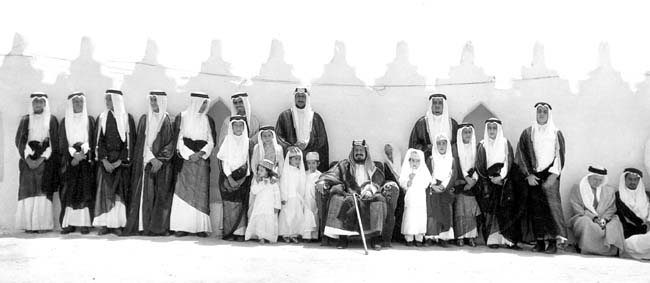
Ibn Saud mit 21 seiner Söhne im Jahr 1947. Links neben ihm der damalige Kronprinz Saud, rechts neben ihm der spätere König Fahd.

Siehe auch: Nachkommen von Abd al-Aziz ibn Saud in männlicher Linie
Ibn Saud hatte mit 24 Frauen insgesamt 43 männliche Nachkommen. Die Gesamtzahl seiner Kinder ist unbekannt, wahrscheinlich sind es 50 bis 60. Er hatte schätzungsweise eintausend Enkel; gegenwärtig (Stand 2022) zählen rund 15.000 Menschen zur Königsfamilie.
Sechs seiner Söhne folgten ihm bis heute als König nach. Das Verfahren der Thronfolge schloss zumeist ältere Mitglieder der Al Saud aus. Die erfolgreichen Kandidaten hatten zuvor höhere Regierungspositionen inne und mussten in der Lage sein, die verschiedenen Familienzweige zu einen.
1. von Wadha bint Muhammad bin Burgush Al Orair
  1. Turki (I) (1900–1919)
  2.  Saud (1902–1969); König 1953–1964
  3. Muneera
2. von Tarfa bint Abdullah bin Abdullatif Al Sheikh
  1. Khaled (I) (* 1903, Kindstod)
  2. Faisal (1906–1975); König 1964–1975
  3. Saad (I) (1914–1919)
  4. Anud (* 1917)
3. von Jawhara bint Musaid bin Jiluwi Al Saud
  1. Mohammed (1910–1988)
  2.  Khalid (II) (1913–1982); König 1975–1982
4. von Bazza (Marokkanerin)
  1. Nasser (1919–1984)
5. von Jawhara bint Saad bin Abdul Muhsin Al Sudairi
  1. Saad (II) (1920–1993)
  2. Musaid (1923–19. August 2013)
  3. Abdul Muhsin (1925–1985)
  4. Al-Bandari (1928–8. März 2008)
6. von Hussa bint Ahmed Al Sudairi (1910–1969)
(Söhne bekannt als die „Sudairi-Sieben“)
  1.  Fahd (II) (1923–2005); König 1982–2005
  2. Sultan (1922 (nach anderen Angaben 1924 oder 1928)–2011)
  3. Abdul Rahman (1931–2017)
  4. Naif (1933–2012)
  5. Turki (II) (1934–2016)
  6. Salman (* 1935); König seit 2015
  7. Ahmed (* 1940)
  8. Loulwa
  9. Jawaher
  10. Lateefa
  11. Al-Jawhara
  12. Moudhi (starb jung)
  13. Felwa (starb jung)
7. von Shahida (eine Armenierin)
  1. Mansur (1922–2. Mai 1951)
  2. Mischal (1926–2017)
  3. Qumasha (1927–2011)
  4. Mutaib (1931–2019)
8. von Fahda bint al-Asi bin Schuraim Al Shammari († 1934)
  1.  Abdullah (1924–2015); König von 2005 bis 2015
  2. Nuf
  3. Sita († 13. April 2011)
9. von Bazza (zweite Frau namens Bazza und ebenfalls Marokkanerin)
  1. Bandar (1923–2019)
  2. Fawwaz (1934–2008)
10. von Haya bint Saad Al Sudairi (1913–18. April 2003)
  1. Badr (I) (1931–1932)
  2. Badr (II) (1932–2013)
  3. Hussa († 2000)
  4. Abdulillah (* 1939)
  5. Abdul Majid (1943–2007)
  6. Nura
  7. Mishail
11. von Munaiyir (eine Armenierin)
  1. Talal (II) (1931–2018)
  2. Mishari (1932–23. Mai 2000)
  3. Nawaf (1932–2015)
12. von Mudhi (eine Armenierin)
  1. Majid (II) (19. Oktober 1938–12. April 2003)
  2. Sattam (1941–2013)
  3. Haya
  4. Sultana
13. von Nuf bint Nawaf bin Nuri Al Shalan
  1. Thamir (1937–27. Juni 1959)
  2. Mamdouh (1941–2023)
  3. Mashhur (* 1942)
14. von Saida (eine Jemenitin)
  1. Hathloul (1942–29. September 2012)
15. von Baraka (eine Jemenitin)
  1. Muqrin (* 1945)
16. von Futayma (eine Jemenitin)[10]
  1. Hamad (1947–1994)
17. von ??
  1. Fahd (I) (1905–1919)
  2. Sara (1916–Juni 2000)
  3. Shaikha (* 1922)
  4. Majeed (I) (1934–1940)
  5. Talal (I) (1930–1931)
  6. Jiluwi (I) (1942–1944)
  7. Abdul Salem (1941–1942)
  8. Jiluwi (II) (1952–1952), jüngster Sohn Ibn Sauds, starb als Kind.

Alle männlichen Personen tragen den beliebig erweiterbaren Namenszusatz „bin Abdulaziz“ als dessen Sohn und den Familiennamen „Al Saud“, alle Frauen „bint Abdulaziz Al Saud“. Ibn Saud ist der Vater aller nachfolgenden Könige Saudi-Arabiens bis zu König Salman. Saud folgte 1953 auf seinen Vater, nachdem der ihn drei Monate zuvor zum Premierminister ernannt hatte. 1964 wurde er vom saudischen Ministerrat abgesetzt und durch Faisal, einen weiteren Sohn Ibn Sauds, ersetzt. Ihm folgten noch vier weitere seiner Söhne. Nach dem saudischen Grundgesetz von 1992 muss der König von Saudi-Arabien ein Sohn oder Enkel Ibn Sauds sein.